# Nowy Israil
Nowy Israil beziehungsweise Neues Israel (russisch Новый Израиль, wiss. Transliteration Novyj Izrail') oder Lubkowzy (Лубковцы, Lubkovcy) ist eine russische Sekte, die zu Anfang des 20. Jahrhunderts aus der Sekte Stary Israil (Altes Israel) hervorging. Ihr zweiter Name rührt von ihrem Anführer, dem Bauern Wassili Semenowitsch Lubkow (Василий Семенович Лубков) aus Woronesch, her.
Lubkow führte ein neues liturgisches Konzept ein, eine Art „biblisches Theater“ – eine dramatisierte Präsentation der Begebenheiten der Heiligen Schrift.
Ihre Anführer waren Monarchisten, trotzdem erlitten sie Repressalien der zaristischen Regierung und der Kirche. Von 1911 bis 1914 emigrierten 2.000 Mitglieder unter Lubkow nach Uruguay, zu Beginn der 1920er Jahre kehrte ein Teil von ihnen nach Russland zurück und siedelte im Nordkaukasus.